# Samsølabyrinten

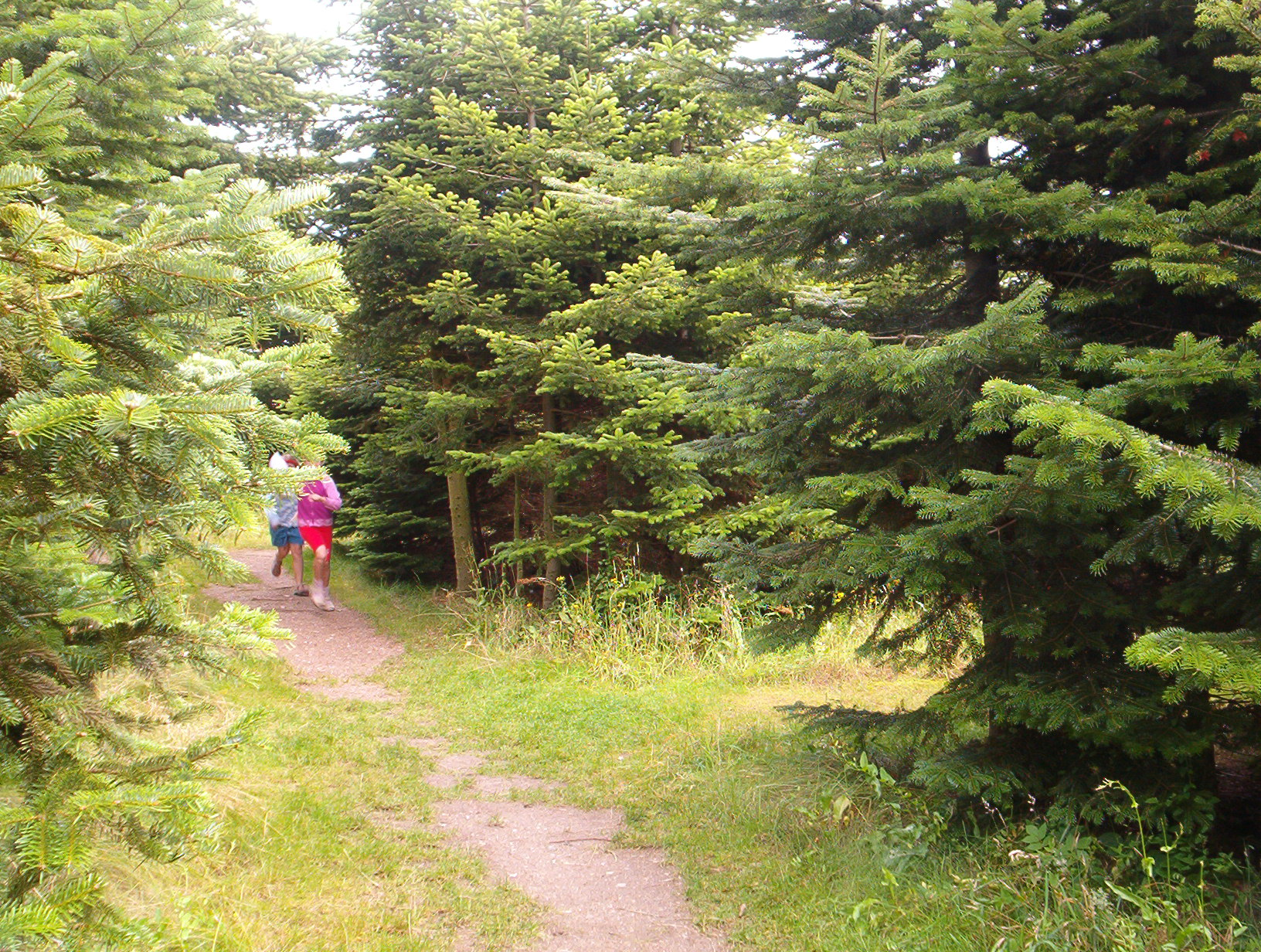
Labyrinten

Samsølabyrinten är en labyrint anlagd i närheten av orten Nordby på ön Samsø i Danmark. Det är världens största permanenta labyrint. Den anlades i september 1999 och öppnade för allmänheten den 6 maj 2000. Labyrinten är anlagd i en före detta julgransplantage, täcker 60 000 m² och har en sammanlagd stiglängd på 5 130 meter. Labyrinten är ritad av Erik och Karen Poulsen, och innehåller en skulptur av Henrik Wessel Fyhn.